# گولد هیل (آرکانزاس)
گولد هیل (به انگلیسی: Gold Hill) یک منطقهٔ مسکونی در ایالات متحده آمریکا است که در شهرستان پوپ، آرکانزاس واقع شده‌است. گولد هیل ۱۰۴ متر بالاتر از سطح دریا واقع شده‌است.